# Puntius bramoides
Puntius bramoides är en fiskart som först beskrevs av Achille Valenciennes 1842.  Puntius bramoides ingår i släktet Puntius och familjen karpfiskar. Inga underarter finns listade i Catalogue of Life.